# Castanospermum

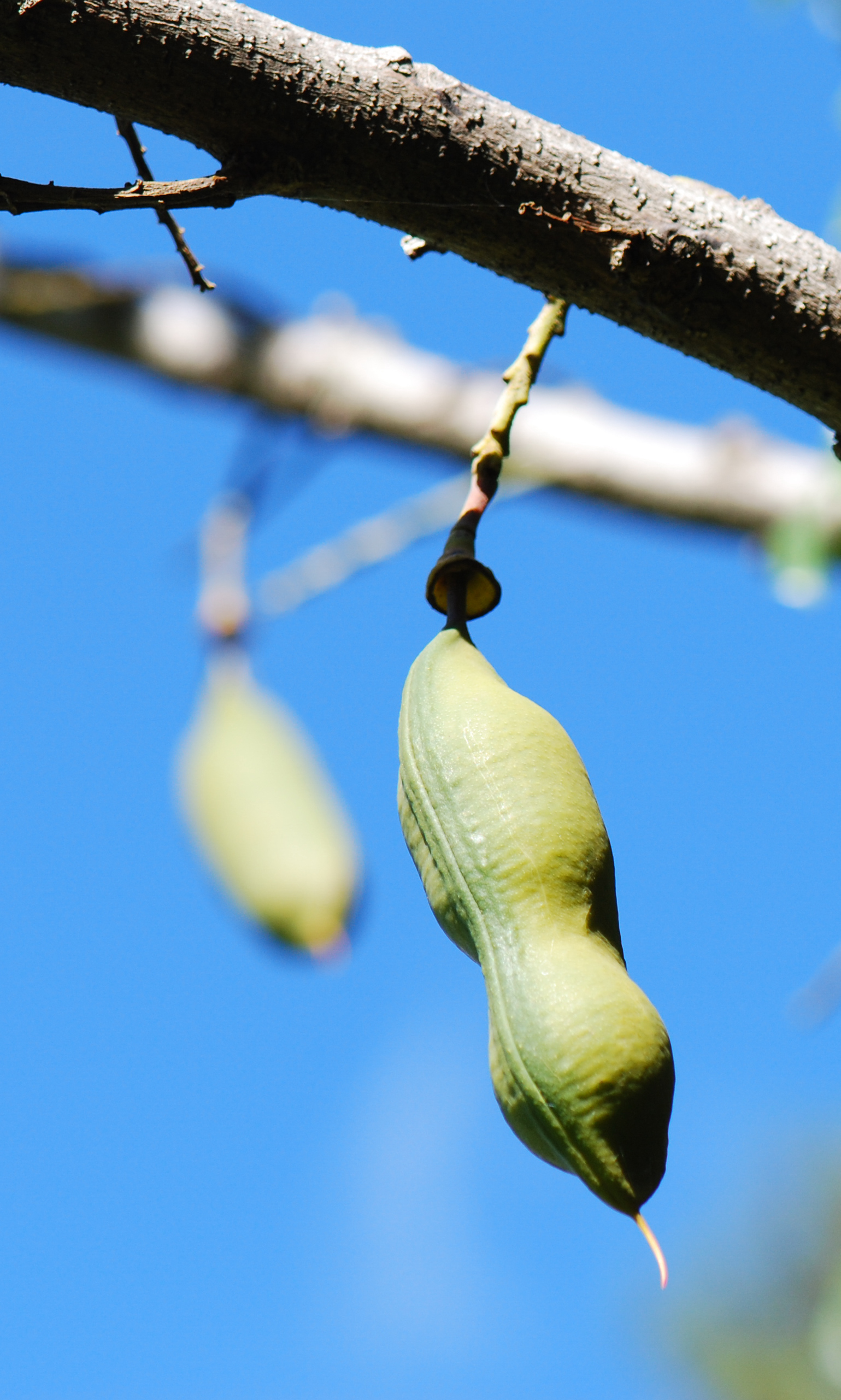
Babjai

A Castanospermum australe, elterjedt magyar nevén déligesztenye a Castanospermum nemzetség egyetlen faja, mely természetes körülmények között Ausztrália keleti partvidékén (Queensland és Új-Dél-Wales), Vanuatun és Új-Kaledóniában él.
Akár 20-40 méter magasra is megnövő, örökzöld fa, 15 cm hosszú, 6–7 cm széles levelekkel. Virágai piros és sárga színben díszelegnek, 3–4 cm hosszúak és 6 cm hosszú fürtvirágzat részét alkotják. A hüvelytermés 12–20 cm hosszú, belsejét egy szivacsszerű anyag 3-5 részre osztja, melyek mindegyikében egy-egy 4–6 cm átmérőjű, bab alakú mag sorakozik. A magok nyersen mérgezők, de feldolgozva (főzve és pörkölve) már fogyaszthatók, ízük a szelídgesztenyéhez hasonlít. Kedvelt szobanövény.

## Szobanövényként
Közepes vízigényű, talaját mindig nedvesen kell tartani, nem száradhat ki.
Fényigényes, de az erős napfénytől, óvni kell.
Havonta kétszer ajánlatos tápoldat adása.
Virágzási ideje: május, június, július. A virág színe piros, vagy sárga.
"B" típusú virágföldet igényel.
Tágas, napos, egyenletesen meleg (min. 16 °C) helyiségbe való szobanövény.